# Casting Pearls
Casting Pearls è un album del gruppo Mill Valley Bunch, pubblicato nel 1972 dalla Verve Records,
nel 2003 fu ristampato dalle etichette italiane Universe Records e Comet Records, con più brani (anche in ordine differente) rispetto 
all'album originale.

## Tracce
Lato A
1. I've Had It – 2:59 (Carl Bonura, Ray Ceroni)
2. Young Girl Blues – 3:39 (Mike Bloomfield)
3. What Would I Do Without My Baby – 4:38 (Mike Bloomfield)
4. Settle It in the Bedroom, Baby – 7:08 (Diane Gravenites)

Lato B
1. Jimmy's Blues – 2:38 (Mike Bloomfield)
2. Let Me Down Easy – 2:49 (Mike Bloomfield)
3. Hollywood Blues – 4:25 (Diane Gravenites)
4. Lettin' Go Ain't Easy – 2:59 (Mike Bloomfield)
5. Last Call Blues – 5:00 (Diane Gravenites)

Edizione CD del 2003, pubblicato dalla Universe Records (UV 087)
1. Honky Tonk Blues – 2:01 (Hank Williams)
2. Betty & Dupree – 3:40 (Mike Bloomfield)
3. La Ooh-Ooh-Ooh, La, La – 3:23 (Mike Bloomfield)
4. Run for Cover – 3:36 (Mike Bloomfield)
5. What Would I Do Without My Baby – 5:23 (Mike Bloomfield)
6. Mellow Mountain Wine – 4:48 (Mike Bloomfield)
7. Let Me Down Easy – 6:31 (Mike Bloomfield)
8. Jimmy's Blues – 2:58 (Mike Bloomfield)
9. Young Girl's Blues (Janis Blues) – 3:46 (Mike Bloomfield)
10. Letting Go Ain't Easy – 4:23 (Richard Dey)
11. Bye, Bye, I'm Goin' – 2:20 (Mike Bloomfield)
12. Bells Are Gonna Ring – 3:58 (Mike Bloomfield)
13. I've Had It – 3:33 (Carl Bonura, Ray Ceroni)
14. Bedroom Blues – 7:14 (Mike Bloomfield)
15. Your Hollywood Blues – 4:29 (Mike Bloomfield)
16. Go Home Blues – 5:05 (Mike Bloomfield)

## Formazione
- Mike Bloomfield - voce, chitarra, pianoforte
- Nick Gravenites - voce, chitarra
- Mark Naftalin - tastiere
- Kathi McDonald - voce
- Ira Kamin - basso
- Spencer Dryden - batteria
- Michael Shrieve - batteria

Musicisti aggiunti :
- Russell DaShiell - voce, chitarra
- Rick Dey - voce, chitarra
- Craig Tarwater - chitarra
- Chicken Billy Thorton - chitarra
- Fred Olsen - chitarra
- Ron Cimille - chitarra acustica
- Tom Richards - chitarra a dodici corde
- Lee Michaels - pianoforte, organo
- John Kahn - pianoforte
- Barry Goldberg - pianoforte
- Dr. Rick Jaeger - batteria
- Bill Vitt - batteria
- Jeffrey James - batteria
- Tony Dey - batteria
- Dino Andino - congas
- Jeanette and Co. Jones - voce
- Rev. Ron Stallings - voce
- "The Pointer Sisters" - voce
- "Ace of Cups - accompagnamento vocale
- Denise Jewkes - accompagnamento vocale